# 우라하라 키스케
우라하라 키스케(일본어: 浦原喜助)는 블리치의 등장인물이다.
성우 - 미키 신이치로 / 최한
겉으로는 구멍 가게 "우라하라 상점"의 점장이지만, 실제로는 현세에 있는 사신에게 영적 상품을 판매하고 있다.
붕옥을 만들고 그것을 쿠치키 루키아의 혼백 속에 숨긴 장본인이다.
쿠치키 뱌쿠야에 의해 루키아로부터 받은 사신의 힘을 모두 잃어버린 쿠로사키 이치고를 훈련시켜 이치고가 가진 고유의 사신으로서의 힘을 이끌어내는 데 도움을 주었다.
이후 루키아를 구하기 위해 소울 소사이어티로 가려는 이노우에 오리히메, 사도 야스토라의 훈련 또한 도와주었으며 웨코문도로 가는 통로인 가르간타도 손수 만들어 열어주기도 했다.
그리고 109년 전 아이젠에 의해 히라코 신지 그 외 동료를 호로화시켰다고 의심을 받아 시호인 요루이치의 도움을 받아 현세로 탈출한다.
천년혈전편에서는 특기전력 5명중에 한 명으로 '수단'이라는 변수를 가진 전력으로 평가받는데, 작중 행적상 특기전력이 아닌 게 이상할 수도 있다. 메달라이즈 된 만해를 되찾을 방법을 우라하라가 퀸시의 약점인 호로에서 영감받아서 만해를 호로화시킨다는 희대의 발상을 하여서 주요 대장들의 만해를 되찾을 수 있었다.
- 신장 : 183 cm
- 체중 : 69 kg
- 생일 : 12월 31일

- 경력

1. 전(前) 소울 소사이어티 호정 13대 2번대 3석
2. 전(前) 소울 소사이어티 은밀기동 제 3분대 함리대 분대장
3. 전(前) 소울 소사이어티 호정 13대 12번대 대장(110년 전)
4. 전(前) 소울 소사이어티 호정 13대 12번대 기술개발국 설립자 및 초대 국장(110년 전)

- 참백도 : 홍희(紅姬)

- 시해(始解) : 가느다란 서양식 지팡이 상태에서 해방되며 끝이 네모낳고 자루에 달린 붉은 장식이 특징이다.

- 시해 능력 : 붉은 핏빛의 영압을 발사해 그 영압을 자유롭게 조종하면서 싸운다.

- 참백도 시해 언령 : "일어나라 홍희"

- 만해(卍解) : 관음개홍희 개(開紅姫 改メ)

- 만해 능력 : 닿은 것을 술자 자신이 원하는 대로 고쳐만드는 능력이다.